# Verenigde Kamers
De Verenigde Kamers is in België een gemeenschappelijke vergadering van de leden van de Kamer van volksvertegenwoordigers en de Senaat.
De voorlopig laatste keer dat de Verenigde Kamers vergaderden was op zondag 21 juli 2013, naar aanleiding van de eedaflegging van koning Filip van België. Deze vergadering hing samen met de troonswisseling op die dag.

## Vergaderingen voorgeschreven in de Belgische Grondwet
De Belgische Grondwet (GW) schrijft in vijf gevallen een vergadering van de Verenigde Kamers voor.

### Artikel 91 GW: eedaflegging van de Koning

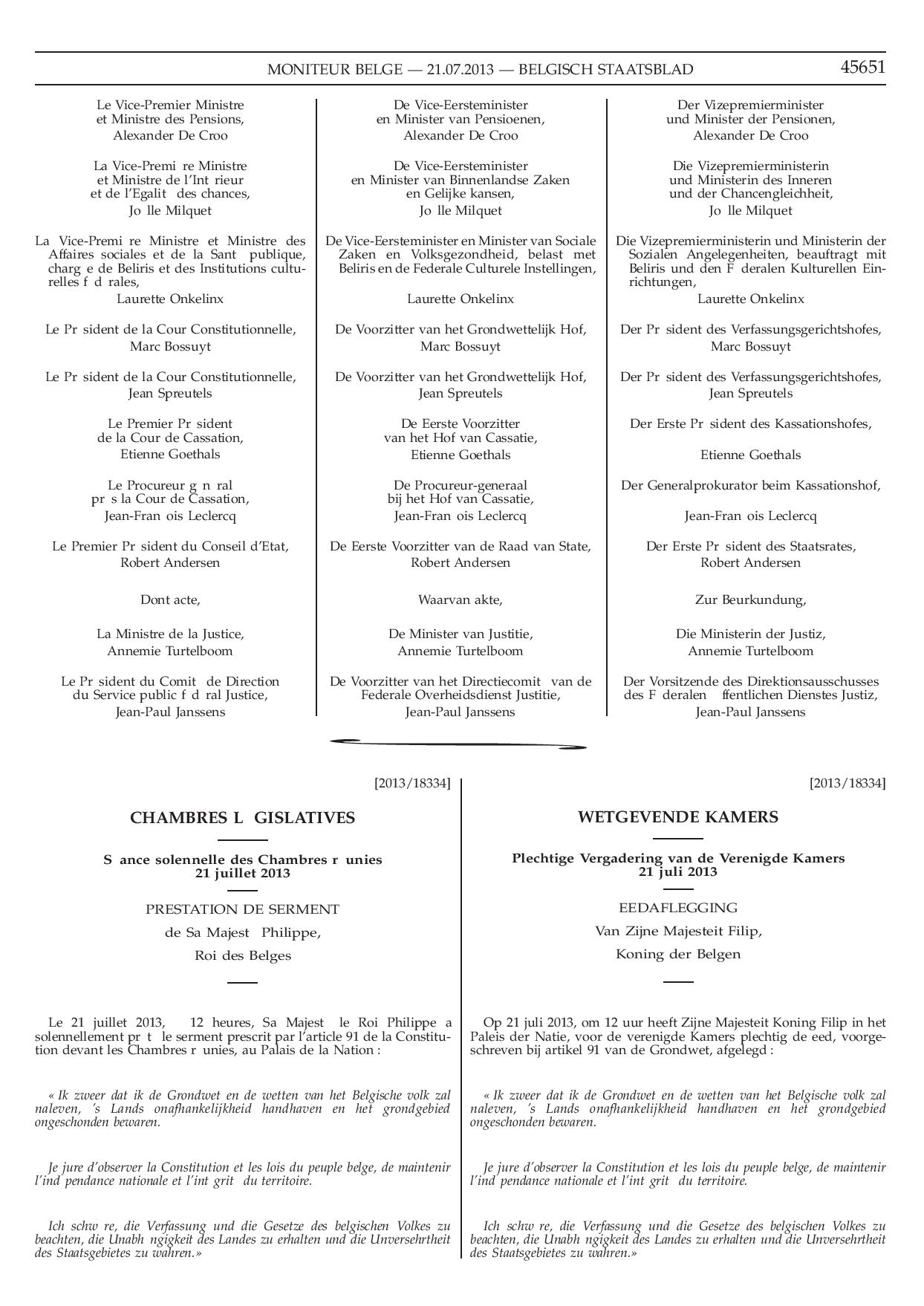
Bekendmaking van vergadering van de Verenigde Kamers naar aanleiding van de eedaflegging van koning Filip van België als zevende Koning der Belgen in het Belgisch Staatsblad van 21 juli 2013.

Artikel 91 van de Belgische Grondwet bepaalt dat de Koning pas bezit neemt van de troon als hij de grondwettelijke eed heeft afgelegd. Hierdoor kent België niet het gegeven van De koning is dood, lang leve de koning! Pas na zijn eedaflegging kan de Koning zijn prerogatieven uitoefenen. De grondwettelijke eed luidt: "Ik zweer dat ik de Grondwet en de wetten van het Belgische volk zal naleven, 's Lands onafhankelijkheid handhaven en het grondgebied ongeschonden bewaren.".
In de loop van de Belgische geschiedenis hebben zeven vergaderingen van de Verenigde Kamers op grond van deze bepaling plaatsgevonden, namelijk:
- op 21 juli 1831, voor de eedaflegging van koning Leopold I van België;
- op 17 december 1865, voor de eedaflegging van koning Leopold II van België;
- op 23 december 1909, voor de eedaflegging van koning Albert I van België;
- op 23 februari 1934, voor de eedaflegging van koning Leopold III van België;
- op 17 juli 1951, voor de eedaflegging van koning Boudewijn van België;
- op 9 augustus 1993, voor de eedaflegging van koning Albert II van België;
- en op 21 juli 2013, voor de eedaflegging van koning Filip van België.

### Artikel 93 GW: onmogelijkheid om te regeren
Artikel 93 van de Belgische Grondwet bepaalt dat, indien de Koning zich bevindt in de onmogelijkheid om te regeren, de ministers deze onmogelijkheid moeten laten vaststellen en de Verenigde Kamers in de voogdij en in het regentschap dienen te voorzien. Zulke onmogelijkheid is in de geschiedenis tweemaal vastgesteld, namelijk:
- in 1944, naar aanleiding van het wegvoeren van koning Leopold III van België door de Duitsers;
- en in 1990, naar aanleiding van de weigering van koning Boudewijn van België om de zogenaamde abortuswet te ondertekenen.

De onmogelijkheid om te regeren van Leopold III is de geschiedenisingegaan als de Koningskwestie. Naar analogie met deze benaming noemt men de onmogelijkheid om te regeren van Boudewijn de Mini-koningskwestie.
In 1945, tijdens de onmogelijkheid om te regeren van Leopold III, nam het Belgische parlement een gewone wet aan die, als aanvulling op de Grondwet, bepaalt dat de Verenigde Kamers eveneens het einde van zulke onmogelijkheid dienen vast te stellen. Deze wet is de wet van 19 juli 1945 strekkend tot het voorzien in de uitvoering van artikel 93 van de Grondwet.
De onmogelijkheid om te regeren van koning Leopold III duurde tien jaar, van 28 mei 1940 (de dag van de capitulatie) tot 20 juli 1950. Twee dagen later, op 22 juli, zou koning Leopold III terugkeren naar België.
De onmogelijkheid om te regeren van koning Boudewijn duurde 36 uur, van 4 tot 5 april 1990. Deze nam een aanvang door het besluit van 3 april 1990 van de in Raad Verenigde Ministers. Op 4 april werden de Verenigde Kamers bijeengeroepen door het besluit van de in Raad Verenigde Ministers houdende bijeenroeping van de Kamer van volksvertegenwoordigers en de Senaat in Verenigde Kamers. Hiermee werd uitvoering gegeven aan de wet van 19 juli 1990, die in zulke bijeenroeping voorziet. De volgende dag, op 5 april 1990, stelde de Verenigde Kamers vast dat er een einde was gekomen aan de onmogelijkheid om te regeren van de Koning.

### Artikel 92 GW: verkiezing van de Regent
Artikel 92 van de Belgische Grondwet bepaalt dat als bij overlijden van de Koning, zijn opvolger minderjarig is, de Verenigde Kamers dienen bijeen te komen om in het regentschap en in de voogdij te voorzien.

### Artikel 94 GW: eedaflegging van de Regent
Artikel 94 van de Belgische Grondwet verwijst op analoge wijze naar artikel 91 GW voor de eedaflegging van de Regent. Ook zulke eedaflegging dient daarom voor de Verenigde Kamers te gebeuren. In de geschiedenis is er één vergadering van de Verenigde Kamers geweest om deze reden, namelijk de vergadering van op 20 september 1944, waarbij prins Karel van België als Regent werd verkozen en de grondwettelijke eed aflegde. Hij bleef regent tot 20 juli 1950.

### Artikel 95 GW: onbezette troon
Artikel 95 van de Belgische Grondwet schrijft voor dat, indien de troon onbezet is, de Verenigde Kamers eerst, als voorlopige maatregel, in het regentschap moeten voorzien. Vervolgens dienen er binnen de twee maanden verkiezingen te worden georganiseerd. Daarna moeten de vernieuwde Verenigde Kamers een nieuwe Koning verkiezen. De Verenigde Kamers zijn nog nooit op grond van dit grondwetsartikel samengeroepen, aangezien de dynastie die in 1831 de troon besteeg, vandaag nog steeds de Belgische troon bekleedt.

## Overige vergaderingen
De Verenigde Kamers vergaderden in buitengewone zitting op 8 augustus 1870 (die de legislatuur 1870-1874 opende). Tijdens deze vergadering gaf koning Leopold II een toespraak over de Belgische houding in de Frans-Duitse Oorlog van 1870 en sprak hij zijn hoop uit dat België zijn neutraliteit in dit conflict niet geschonden zou zien.
De Verenigde Kamers vergaderden eveneens op 4 augustus 1914, de dag van het uitbreken van de Eerste Wereldoorlog in België, en op 22 november 1918, na de Wapenstilstand op 11 november 1918 en de intrede van koning Albert I van België in Brussel. Tijdens deze laatste vergadering pleitte koning Albert I voor de invoering van het algemeen enkelvoudig stemrecht voor mannen en de vernederlandsing van de Universiteit van Gent. Deze vergadering van de Verenigde Kamers werd exact 100 jaar later, op 22 november 2018, herdacht in aanwezigheid van koning Filip.
De Verenigde Kamers kwamen tevens samen voor de eedaflegging van Boudewijn van België als Koninklijke Prins in 1950.

## Vergelijkbare vergaderingen in het buitenland
Een vergadering van de Verenigde Kamers is te vergelijken met een Joint session of the United States Congress in de Verenigde Staten, een gemeenschappelijke vergadering van de leden van het Huis van Afgevaardigden en de Senaat.
Een ander voorbeeld is de Verenigde Vergadering der Staten-Generaal in Nederland.